# Marcello (beeldhouwster)
Marcello, pseudoniem van Adèle d'Affry (Fribourg, 6 juli 1836 - Castellammare di Stabia, 16 juli 1879), was een Zwitserse beeldhouwster en kunstschilderes.

## Biografie

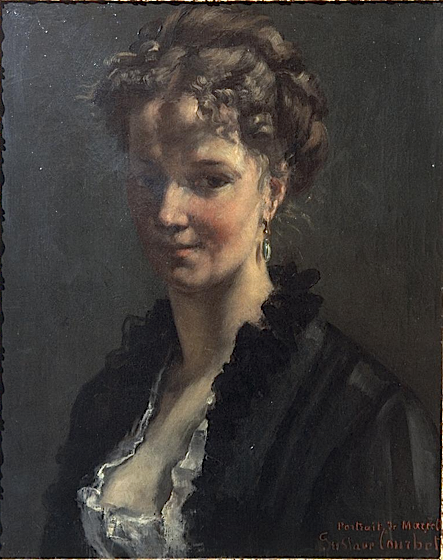
Portrait de Marcello van Gustave Courbet (1870; Musée des Beaux-Arts de Reims).

Adèle d'Affry, die haar werken creëerde onder het pseudoniem Marcello, was een dochter van Louis d'Affry, een aquarellist, en van Lucie de Maillardoz. Ze was een kleindochter van Charles d'Affry. In 1856 huwde ze Carlo Colonna, hertog van Castiglione-Aldovrandi. Nog in hetzelfde jaar werd ze echter weduwe, en legde ze zich toe op de beeldhouwkunst. Van 1853 tot 1854 en in 1859 volgde ze een opleiding in de ateliers van Heinrich Max Imhof in Rome. Daarnaast begon ze ook met schilderen en graveren en nam ze lessen anatomie, geometrie en dissectie en bezocht ze musea in verscheidene Europese steden.
In 1859 verhuisde ze naar Parijs, waar ze haar werken presenteerde op alle salons, behalve dat van 1875, doch waar ze geen deel uitmaakte van een bepaalde artistieke groep. Haar leven speelde zich op dat moment grotendeels af tussen enerzijds Rome en Parijs, waar ze verscheidene artistieke en politieke bekendheden ontmoette, zoals Adolphe Thiers en anderzijds het domein van haar familie in Givisiez. In de latere jaren van haar leven leed ze aan tuberculose en legde ze zich meer toe op de schilderkunst. In haar testament liet ze een selectie van haar werken en enkele van haar eigendommen na aan het kanton Fribourg.
Haar œuvre bestaat vooral uit bustes en mythologische onderwerpen en weerspiegelen de tegenstrijdigheden in het leven van Marcello; enerzijds zijn ze academisch en neoklassiek zoals de Bianca Capello (1863), maar anderzijds ook romantisch en expressionistisch, zoals hun bustes Milan del Bosc (1868), Carpeaux (1875) en vooral de Pythia (1870), een werk in opdracht voor de Opera van Parijs.

## Galerij

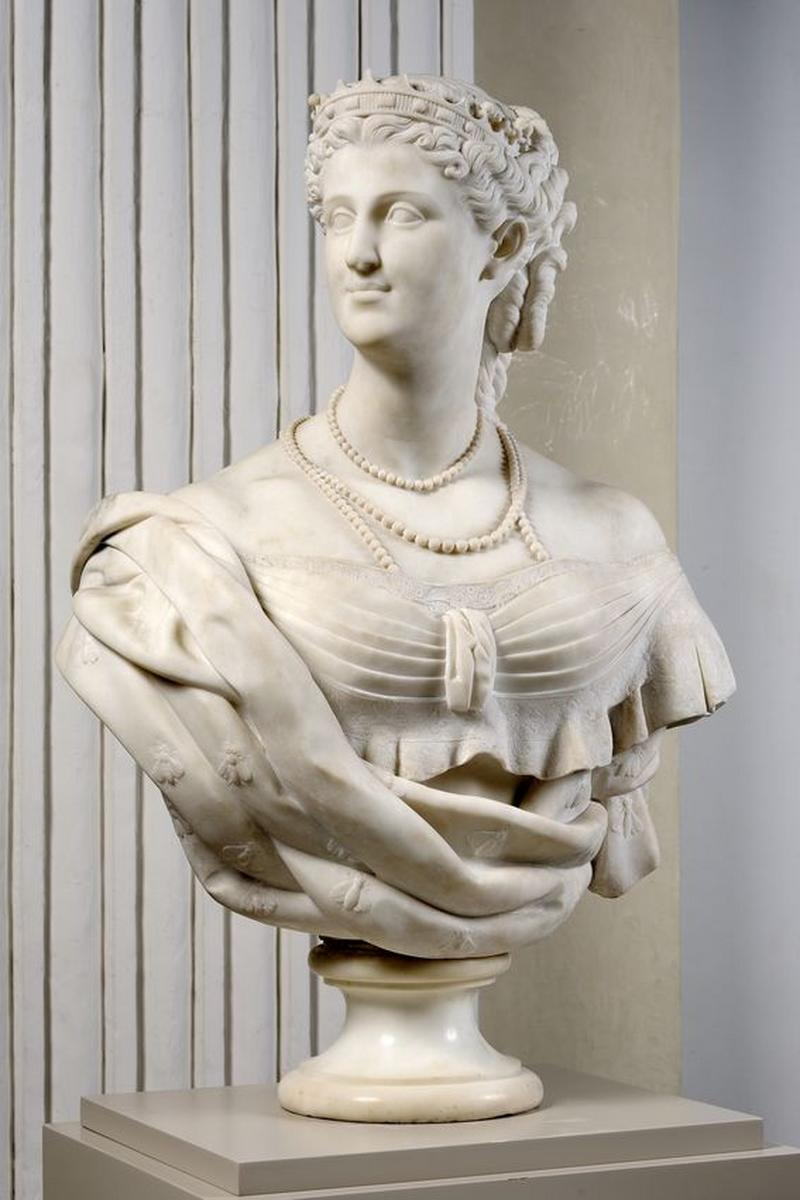
Keizerin Eugénie, (Musée des Beaux-Arts de Lyon)
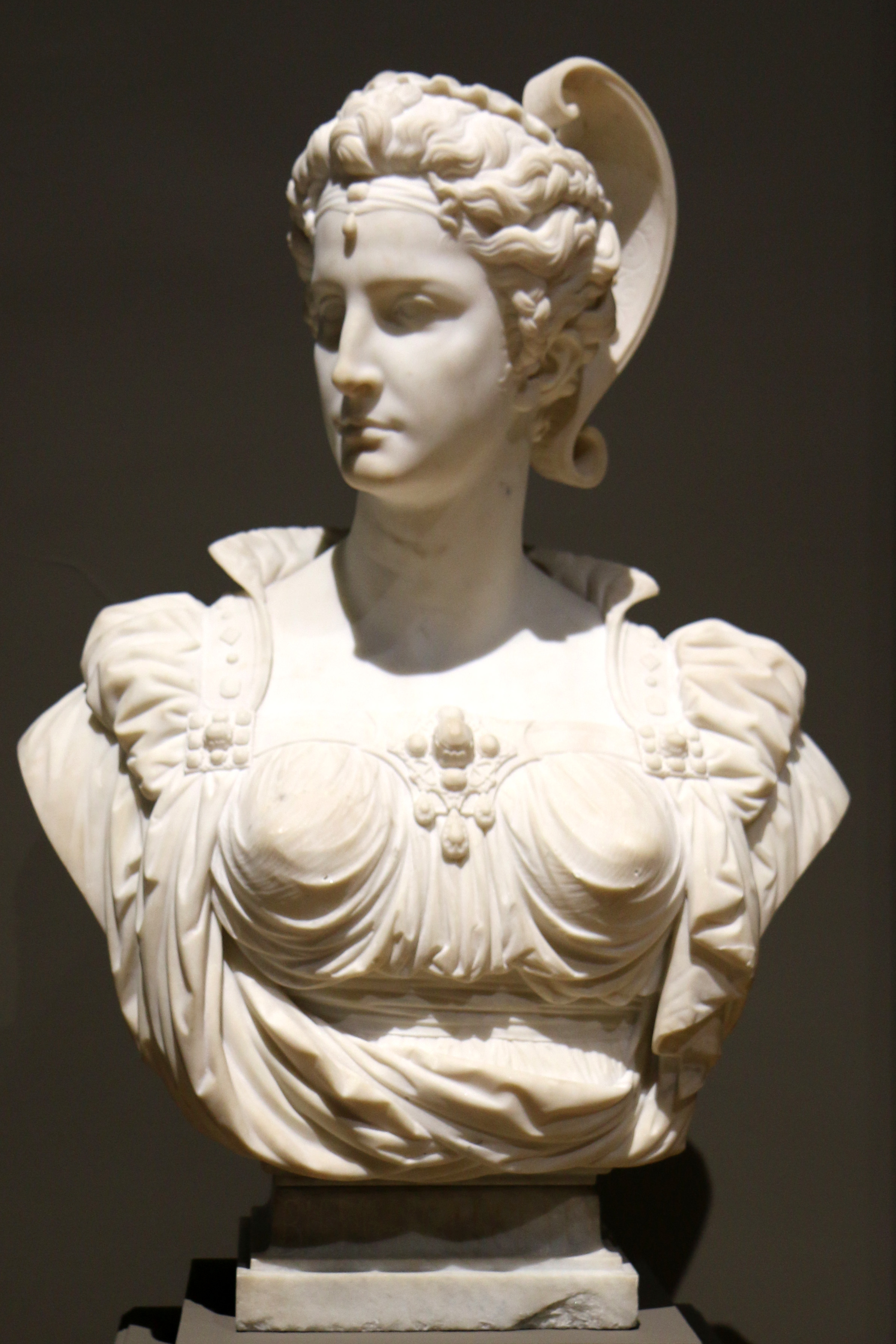
Bianca Capello (1863; Musée des Beaux-Arts de Marseille)
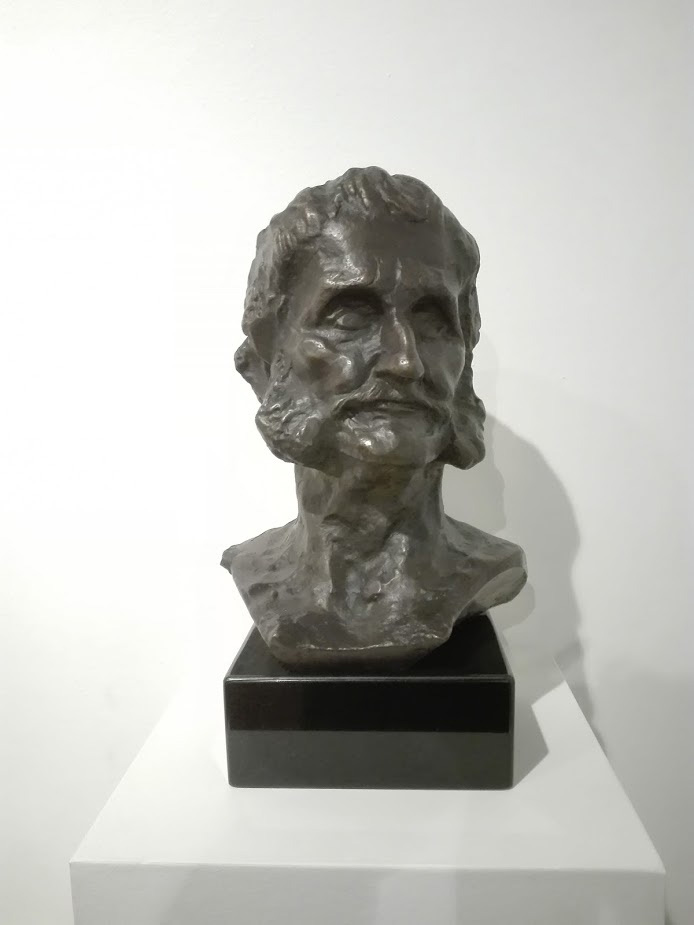
Antoine de Jomini (1864; Musée de l'Abbatiale de Payerne)
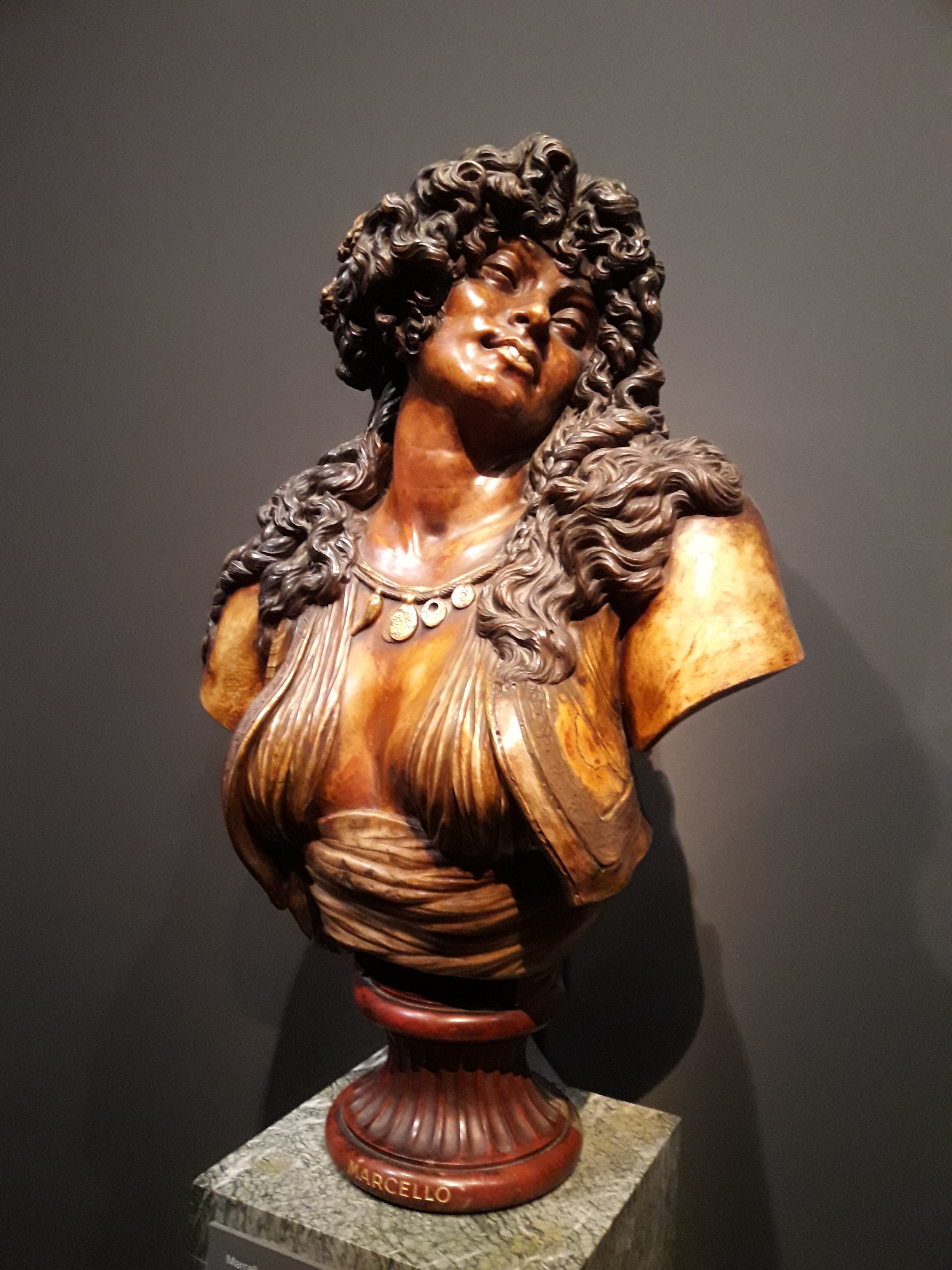
Mauresque souriante (1869)
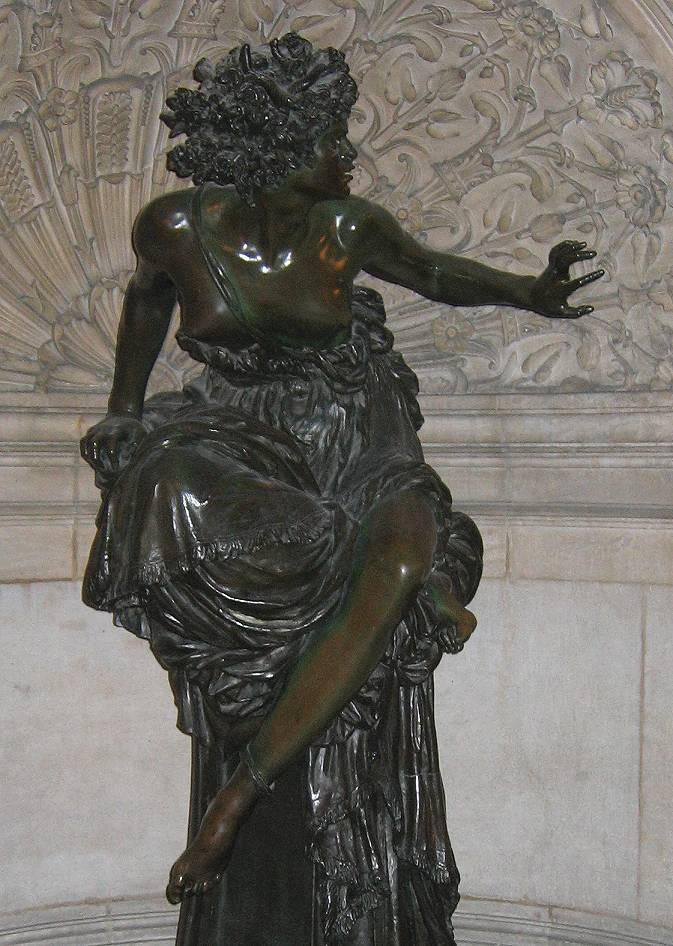
Pythia (1870; Opera van Parijs)
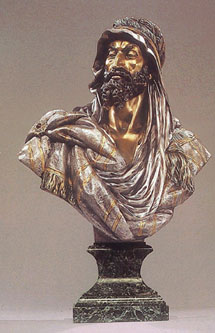
Capo abissino (1870; Dahesh Museum of Art)
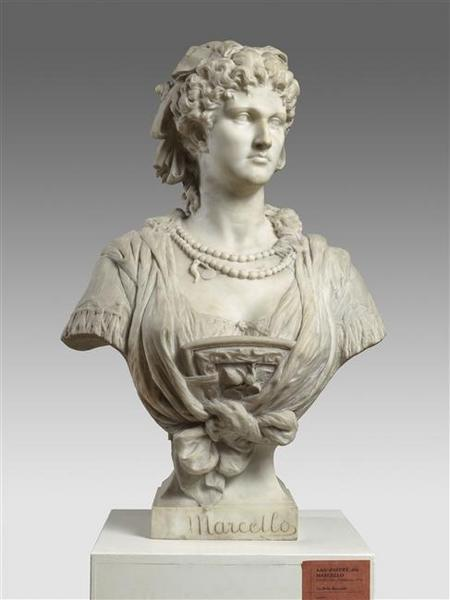
Femme transtévérine, (1874; Musée d'Orsay)
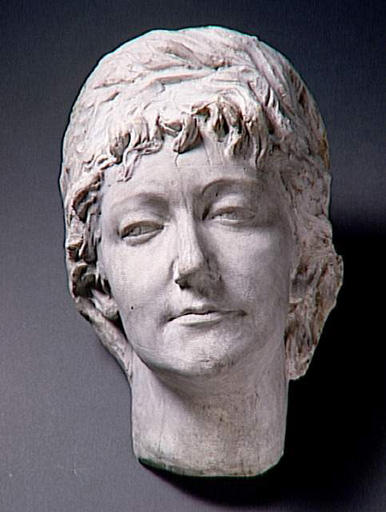
Olga Illyne (1875; Musee d'Orsay)